# Hamza ibn Abd al-Muttalib
Hamza ibn Abd al-Muttalib (Arabisch: حمزه بن عبدالمطلب) of "de leeuw van Allah" (Arabisch: أسد الله) was een oom van de profeet Mohammed.
Hamza was een van de vroege bekeerlingen tot de islam en een fervente medestander van de profeet tegen de onderdrukking van de Mekkanen die overgingen tot de islam. Hij staat er bovendien bekend om door dezelfde min als de profeet gezoogd te zijn. Hamza genoot veel aanzien bij het volk van Mekka (en later Medina) vanwege zijn integriteit, temperament en zijn potige gestalte. Zijn reputatie werd onder meer ondersteund door zijn gewoonte te jagen op het wild van de woestenij en zijn heldhaftige optredens tijdens diverse veldslagen.
Hamza is uiteindelijk omgekomen door de hand van een Ethiopische slaaf genaamd Wahshi tijdens de Slag bij Uhud. Hamza werd  aangevallen door de slaaf Wahshi die zijn speer gebruikte. Wahshi werd indertijd door zijn meesteres Hind bin Utbah de vrijheid beloofd wanneer hij in staat zou zijn Hamza te doden. Hij slaagde hierin door Hamza te doorpriemen met een lans. Wahshi heeft zich later bekeerd tot de islam.
Hamza ibn Abd al-Muttalib is begraven waar hij is gestorven, naargelang de gewoonte destijds bij martelaarschap. Het graf is nog steeds intact en wordt dagelijks door veel moslims bezocht.